# Caesalpinia decapetala
Caesalpinia decapetala là một loài thực vật có hoa trong họ Đậu. Loài này được (Roth) Alston miêu tả khoa học đầu tiên.

## Hình ảnh

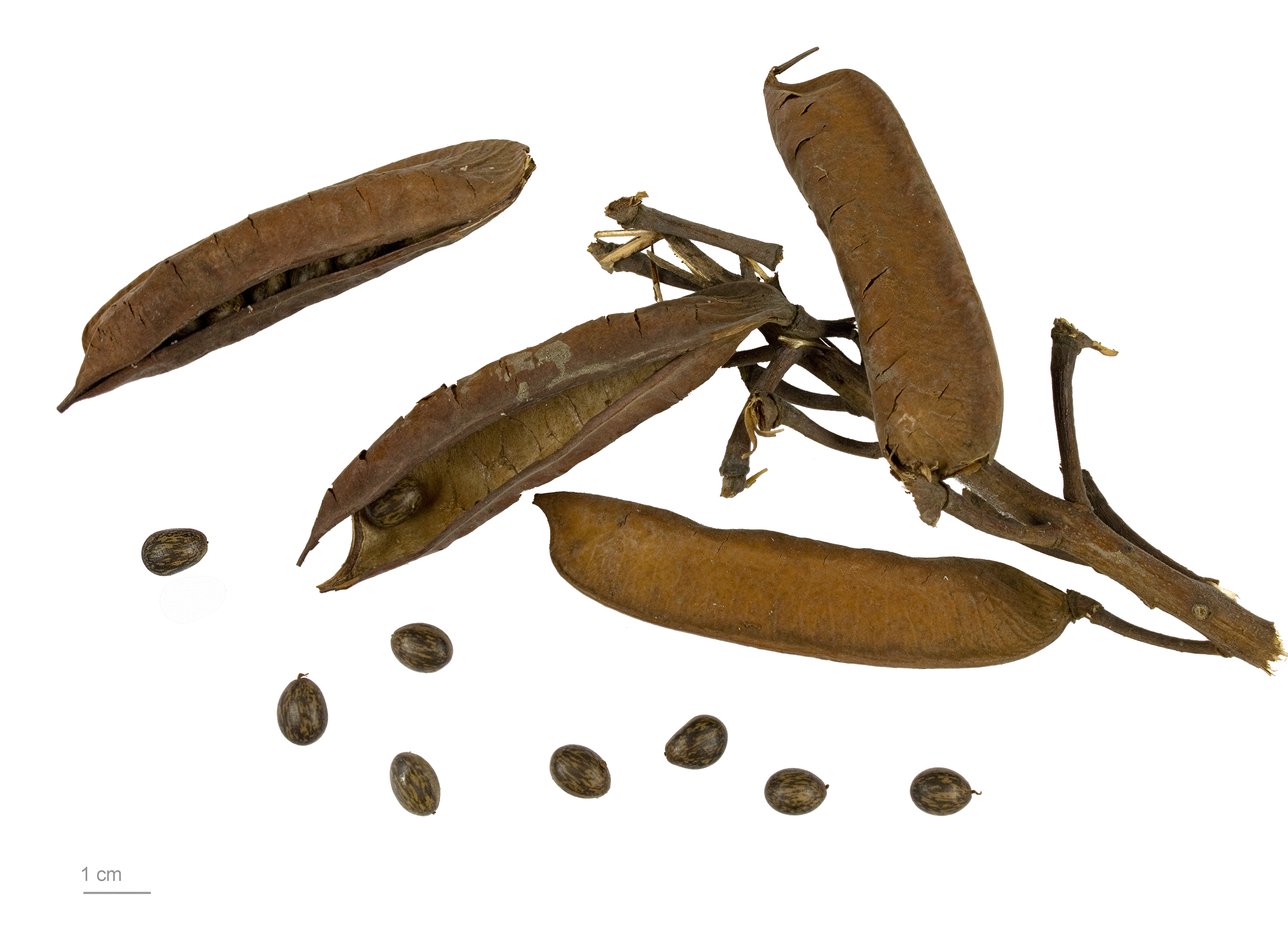